# Weston Under Wetherley
Weston Under Wetherley is een civil parish in het bestuurlijke gebied Warwick, in het Engelse graafschap Warwickshire met 468 inwoners.